# Vladimir Zemliakov
Vladimir Zemliakov (Jersón, URSS, 15 de agosto de 1943) es un deportista soviético que compitió en piragüismo en la modalidad de aguas tranquilas. Ganó dos medallas en el Campeonato Mundial de Piragüismo, plata en 1966 y bronce en 1971.

## Palmarés internacional
| Campeonato Mundial | Campeonato Mundial    | Campeonato Mundial | Campeonato Mundial |
| Año                | Lugar                 | Medalla            | Competición        |
| ------------------ | --------------------- | ------------------ | ------------------ |
| 1966               | Berlín Oriental (RDA) | Medalla de plata   | K1 10 000 m        |
| 1971               | Belgrado (Yugoslavia) | Medalla de bronce  | K4 10 000 m        |